# COVID-19 в Боливии
Пандемия COVID-19 начала распространяться в Боливии 10 марта 2020 года, когда были подтверждены первые два случая в департаментах Оруро и Санта-Крус.

## Хронология
12 марта 2020 года Министерство здравоохранения подтвердило третий случай заболевания мужчины, который до возвращения в Санта-Крус побывал в Майами и Мадриде.
13 марта 2020 года были подтверждены ещё семь случаев заболевания, в результате чего общее число таких случаев достигло 10. Все эти лица имели контакт с одним из двух инфицированных пациентов, которые были первоначально диагностированы 10 марта. Из семи случаев заболевания шесть находились в Оруро, а седьмой - в Центральном районе Кочабамбы. В результате 16 марта в городе Оруро был объявлен 14-дневный карантин.
14 марта 2020 года временный президент Жанин Аньес запретила въезд в страну всем лицам, прибывающим из Китая, Южной Кореи, Италии и Испании. Начиная с 18 марта 2020 года это было распространено на всю Европу, включая Великобританию и Ирландию, а также Иран.
17 марта 2020 года временный президент Аньес объявила о закрытии границ Боливии для всех иностранных граждан — начиная с 19 марта. Кроме того, с 20 марта все международные рейсы были приостановлены, а внутренние рейсы между департаментами и провинциями были запрещены.
21 марта правительство объявило о введении 14-дневного общенационального карантина, который должен был начаться 22 марта в полночь и завершиться 5 апреля в полночь.
25 марта временный президент Аньес объявила чрезвычайную ситуацию в области общественного здравоохранения в стране и полностью заблокировала её границы, никому не разрешая въезжать или выезжать, кроме как по соображениям охраны здоровья или безопасности, что будет действовать до 15 апреля.

## Региональное распределение обращений
Число случаев в каждом департаменте по состоянию на 25 марта 2020 года:
| Департамент | Количество подтверждённых случаев заболевания |
| ----------- | --------------------------------------------- |
| Кочабамба   | 3                                             |
| Ла-Пас      | 4                                             |
| Оруро       | 8                                             |
| Санта-Крус  | 24                                            |
| Всего       | 39                                            |